# シャーベット

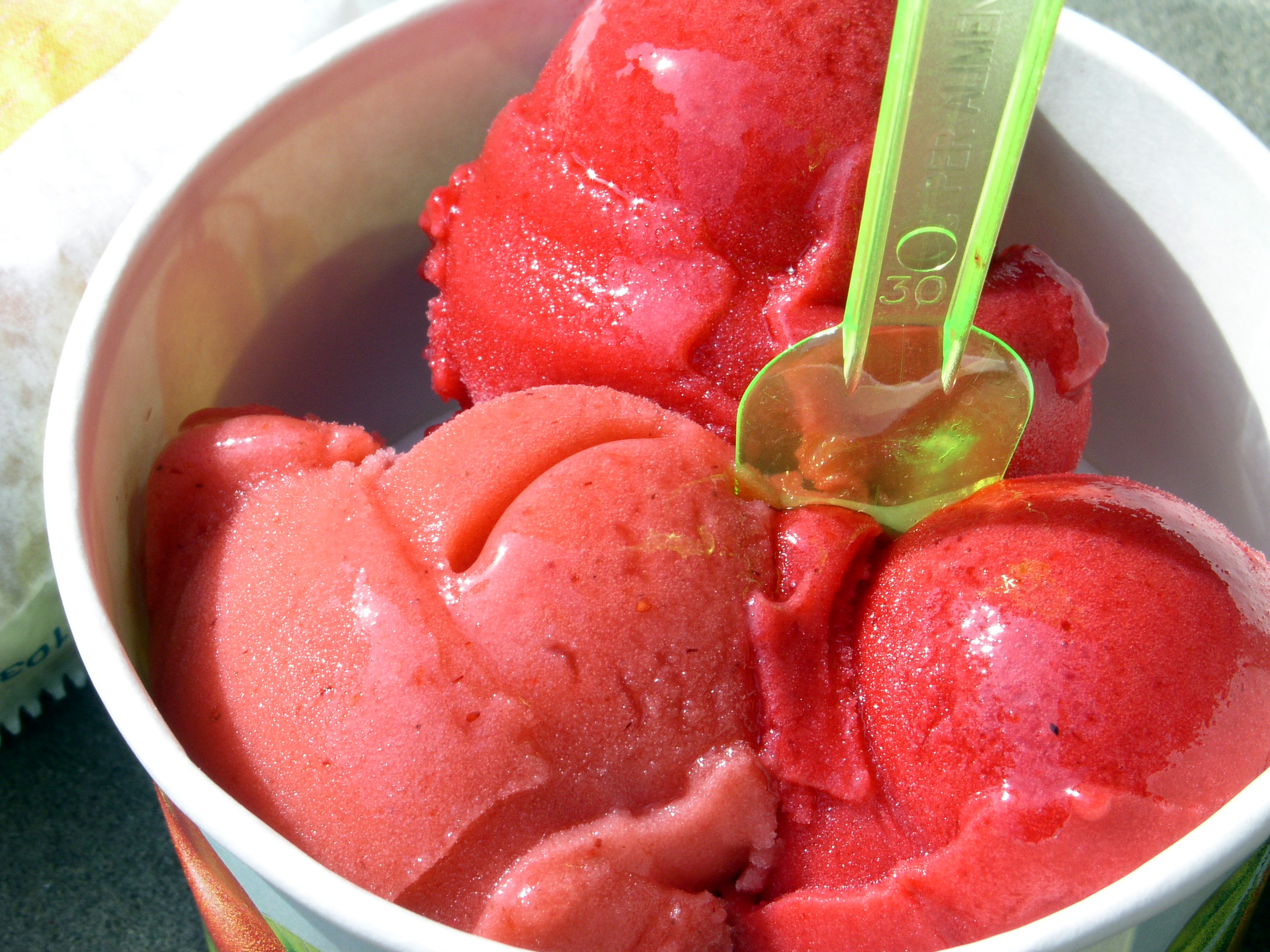
イチゴ味のシャーベット

シャーベット（英: sherbet）は、糖類のほか果汁や酸などを加えて凍結させた冷菓。これには乳脂肪分や乳固形分を含む場合もある。
英語圏ではsherbetと表記するが、多義的であり、氷菓（ひょうか）（アメリカ合衆国）あるいははじけるキャンディー（イギリス、ニュージーランド、オーストラリア）のことをいう。オーストラリアとニュージーランドではシャーバート（sherbert）と呼ばれることがあり、しばしばアメリカでもシャーバートと誤認されている。シャーベットは、古くは発泡性または氷で冷やしたフルーツがベースの飲料であったが、イギリス、アメリカ、オセアニアで異なるものを意味するように変化していくに連れ、その意味（及びスペルと発音）は、三つの英語圏の国の間で分離していった。
イギリスでは、アメリカ風のシャーベットに近い氷菓をフランス語からの借用語を用いソルベ（sorbet）と呼ぶ。
派生種として、アイススラリーがある。過冷却によって細かい氷の粒子が液体に分散したもので、通常の塊の氷に比べて体内の温度調整による流動性が強いもので、スポーツドリンクや栄養ドリンクで、その成分含有のものが販売されている。

## 語源と起源
シャーベット及びソルベはどちらも、果物などから作ったシロップを水で薄め、砕いた氷を入れて冷やした飲料を意味するアラビア語(動)名詞 شربة（sharbah ないしは sharba, シャルバ, 「一飲み」「飲み物、飲料」の意）またはアラビア語における語末ター・マルブータ（ة）を開いたター（ت）に置き換えたペルシア語やトルコ語での表記 شربت に由来するトルコ語: şerbat（「シェルバット」）を起源としており、「シャルバット」の由来ともなっている。
シャーベットはアイスクリームのルーツにもなった冷菓で、すでに殷の時代の中国や古代エジプトには存在した。古代には貴族層や富裕層の食べ物で一種の健康食品としても利用され、古代ギリシャ、古代ローマ、アラブ世界、中国などに様々な形態のものがあった。
ローマ帝国の皇帝だったネロはアルプスから万年雪を運ばせ、この雪にバラやスミレの蜜、果汁、蜂蜜、樹液などで味付けしたもの（ドルチェ・ビータ）を食したと言われている。また、『千夜一夜物語』には冷たい飲み物であるシャルバート（アラビア語：شربات, sharabāt(シャラバート)ないしはsharbāt(シャルバート)）の記述がある。9世紀にシチリアを征服したアラブ人が持ち込んだシャルバートが氷菓グラニタの原型になったのではないかと考えられているが、古代ギリシアと古代ローマにはすでに、高山から採集した雪でワインを冷やす習慣があった。
一方、東アジアにも古くから氷菓を楽しむ習慣があり、『東方見聞録』に氷菓が登場することから、マルコ・ポーロが中国からソルベに似た氷菓を持ち帰ったともいわれている。アラビア文化圏の「シャルバート」がシルクロードを経て、中国にもたらされたという元の記録がある。大元帝国を建国したクビライ汗（1215～1294年）は、かつて父の病を癒したイスラムの妙薬を求め、それがサマルカンドの「舎里八」で、各種の果汁に砂糖を混ぜ、バラの香りを付けた水、龍涎香などで風味付けし雪や氷で冷やしたものだった。クビライは「舎里八」のあまりのおいしさに驚嘆したと伝えられ、調合した医師サルギスを仕官させ厚遇したと言う（「舎里八」は「シャルバート」の漢字訳）。
1533年、フィレンツェのカテリーナ・デ・メディチがオルレアン公アンリ・ド・ヴァロワのもとに輿入れした時、同行したイタリアの料理人の中にシチリア人の氷菓職人がおり、フランスの宮廷に氷菓が伝わったといわれる。しかしニューヨーク大学のローラ・ワイスは、この話には根拠がないと述べている。
16世紀初頭にはパドヴァ大学の教授だったマルク・アントニウス・ジマラが水に多量の硝石を溶かすと吸熱反応を示し、水の温度を下げることができることを発見した。この原理を利用することで従来のように雪や氷を使用しなくてもシャーベットのような食品を人工的に凍結させることが可能となった。17世紀末までにはソルベがパリの町中で売られるようになり、ヨーロッパ中に広がっていった。

## 英語圏での多義性

### 米国
シャーベットは甘くしたフルーツジュースまたはフルーツのピューレを凍らせて作る氷菓である。普通はシャーベットはソルベよりも材料が多く、普通、牛乳、卵白およびゼラチンのようなものを含んでいる。米国で言うシャーベットは乳脂肪分を1ないし2パーセント含んでいなければならない。また、アイスクリームよりも甘味料がわずかに多く含まれていなければならない。もしそうでなければ、乳脂肪分が多いか甘味料が少なければアイスクリーム、乳脂肪分と甘味料が少なければアイスミルク、もしくは牛乳がまったく含まれていないならばソルベとして販売されなければならない。米国のシャーベットは少なくとも1ガロン当たり6ポンド(720 g/L)の密度があり、フルーツなどの味がついている。
普通はシャーベットもソルベも、レシピとしては入れ替えることができるが、シャーベットには牛乳が入っているため、凍るのも溶けるのも遅い。ソルベはフランスで完成された氷菓であり、米国で有名になったのは割と最近のことである。ソルベの持つイメージにはシャーベットに無い高級感があるため、高級レストランのメニューにソルベはあってもシャーベットはまず無い。
ソルベを作る過程で、ソルベが完全に凍る前に溶き卵と低脂肪乳を加えるとシャーベットができる。
シャーベットはしばしば、低脂肪性の代替物としてアイスクリームと並べて売られている。

### 英国、オーストラリア及びカナダ
英国でのシャーベットは、はじけるパウダーの一種である。日本で駄菓子として売られている「粉ジュース」に近い。
重曹、酒石酸、砂糖などからできていて、通常はクリームソーダ味かフルーツ味がついており、ジュースや唾液の水分と反応して酸・塩基反応を起こす。市販品の炭酸飲料を買うよりも家で作ることが多かった頃は、粉末レモネードからレモネードを作るのと同じ方法でさまざまな飲み物に混ぜて炭酸飲料を作るのにシャーベットが使われた。
シャーベットをボール紙の筒に入れ、リコリス菓子でできたストローを添えたものはリコリスフォンテインという名前で売られている。シャーベットの粉をリコリス菓子のストローで吸うことを想定しているのだが実際にはうまく行かないため、シャーベットを口に流し込んでおいて、リコリス菓子は別に食べることが多い。
袋に密封された棒付きキャンディーにシャーベットの小袋がついてくるシャーベットディップもよく知られている。棒付きキャンディーを舐めたらそれをシャーベットの中へ漬け、シャーベットを舐め取るようになっている。棒付きキャンディーにシャーベットを乗せて口へ運んでもよい。小袋が3つか4つの部分に分かれていて、小袋のひとつにキャンディーでできた食べられる棒、残りの小袋にイチゴ味、オレンジ味、コーラ味など違う味のシャーベットが入っているシャーベットディップもあり、味の違うシャーベットが一度に楽しめる。
シャーベットを食べるときにくしゃみをすると、シャーベットが鼻に入って痛い思いをしたり、シャーベットの粉末が部屋中に撒き散らされるため、注意が必要である。
シャーベットは他の駄菓子と組み合わせられることもある。例をあげれば、飴の中の詰め物として使われたり（シャーベットレモンなど）、食べられる紙の容器に包まれたもの（フライングソーサーなど）がある。
英国、オーストラリア、カナダで通常手に入る氷菓は、アイスクリーム、フローズンヨーグルト、およびソルベである。米国でシャーベットと呼ばれるものは、ソルベの一種と考えられている。

## スラング

### ビールまたはアルコール飲料
英国及びオーストラリアの一部ではシャーベットはアルコール飲料、特にビールを指すスラングとして使われてきた。シャーベットはフルーツジュースで作った冷やす東洋の飲み物の名前で、これのヨーロッパ版のものの名前でもある。ヨーロッパのものは、しばしばシャーベット粉末を混ぜて発泡性にした。
ビールを指すスラングとしての使用は、1890年代初期のスラング辞典に記されているが、今日でもスラングの一覧に載っている（特にオーストラリアのスラングの一覧として）

### 麻薬
ショービズシャーベットと言えば、英国のスラングではコカインを指す。

### タクシー
1990年代のロンドンでは、シャーベットまたはシャーベットダブ(sherbet dab)が、タクシー(cab)を指す押韻スラング(Cockney Rhyming Slang)として使われ始めた。（押韻スラングについては、「コックニー」の頁を参照。）